# ロマンチカ (フェリー)
ロマンチカ（MS Romantika）は、エストニアのタリンクが運航するクルーズフェリー。タリンクが初めて新造した船である。

## 運航
2002年、ラウマのアケル造船所で建造された。2002年からヘルシンキ - タリン航路で運航され、2006年により新しいギャラクシーによって代替されるまで続いた。その後、タリン - マリエハムン - ストックホルム間の航路での運航を姉妹船であるヴィクトリアIと共に担った。
2009年5月、バルティック・クイーンが就航すると、ストックホルム - リガ航路に回された。同時に船籍をエストニアからラトビアに変更した。2014年8月にシリヤ・ヨーロッパが傭船されると、再びタリン - マリエハムン - ストックホルム航路で運航されることになった。

## 設備
12層からなるロマンチカは、スイート（デッキ8、9）、デラックス（デッキ8、9）、A（デッキ5、バリアフリー2室）、B（デッキ5、8、9内側）の4クラスからなる船室を有している。
共有施設としてキッズルーム、レストラン、バーをデッキ7に、会議室、サウナをデッキ9に、免税店とインフォメーションをデッキ6に有する他、ディスコやナイトクラブ、カジノなどの設備を保有している。

## その他
2002年には、エストニア旅行観光協会によって最優秀観光施設賞を受賞している。